# Nizozemski Sveti Martin
Nizozemski Sveti Martin (nizozemsko Sint Maarten, izgovorjava [sɪntˈmaːrtə(n)] ()) je ena izmed štirih konstituivnih dežel Kraljevine Nizozemske na Karibih. Z 41.486 prebivalci januarja 2019 na površini 41,44 km² obsega južni del, tj. 40 %, razdeljenega otoka Sveti Martin, medtem ko severnih 60 % otoka predstavlja francosko čezmorsko skupnost Saint Martin. Glavno mesto Svetega Martina je Philipsburg. Skupaj se Sveti Martin in drugi nizozemski otoki na Karibih pogosto imenujejo nizozemski Karibi.
Pred 10. oktobrom 2010 je bil Sveti Martin znan kot otoško ozemlje Sveti Martin (nizozemsko Eilandgebied Sint Maarten) in je bilo eno od šestih otoških ozemelj (eilandgebieden), ki je sestavljalo Nizozemske Antile. Sveti Martin ima status čezmorske dežele in ozemlja (OCT) in ni del Evropske unije.

## Etimologija
Otok je poimenoval Krištof Kolumb v čast svetega Martina Tourskega, saj ga je prvič videl na svetnikov praznik 11. novembra 1493.
Sint Maarten pomeni Sveti Martin v nizozemščini.

## Zgodovina

### Predkolonialno obdobje
Sveti Martin so že več stoletij naseljevali Ameriški staroselci, arheološke najdbe pa kažejo na človeško prisotnost na otoku že leta 2000 pred našim štetjem. Ti ljudje so se najverjetneje preselili iz Južne Amerike. Najstarejša identificirana skupina so bili ljudje Arawak, za katere se domneva, da so se naselili okoli obdobja 800 pred našim štetjem – 300 pr. n. št. Približno 1300-1400 AD so se začeli razseljevati s prihodom bolj bojevitih ljudstev s Karibov.

### Prihod Evropejcev
Običajno verjamejo, da je Krištof Kolumb otok poimenoval v čast svetega Martina Tourskega, ko ga je odkril na svojem drugem potovanju odkrivanja. Vendar je dejansko ime uporabil za otok, ki se zdaj imenuje Nevis, ko se je zasidral na morju 11. novembra 1493, na praznik svetega Martina. Zaradi zmede številnih slabo začrtanih majhnih otokov na Zavetrnih otokih je bilo to ime po naključju preneseno na otok, ki je zdaj znan kot Sveti-Martin/Sint Maarten. 
Kot nominalno špansko ozemlje je otok postal središče konkurenčnega interesa evropskih sil, predvsem Francije, Velike Britanije in Nizozemske. Medtem ko so Francozi želeli kolonizirati otoke med Trinidadom in Bermudskimi otoki, so Nizozemci našli Sveti Martín kot priročnega na pol poti med njihovimi kolonijami v New Amsterdamu (današnji New York ) in Novo Nizozemsko. Medtem je prebivalstvo Ameriških domorodcev začelo strmo upadati in je umiralo zaradi vnesenih bolezni, na katere niso imeli imunosti.
Nizozemci so leta 1631 na otoku zgradili utrdbo ( Fort Amsterdam ); Jan Claeszen Van Campen je postal njegov prvi guverner, nizozemska zahodnoindijska družba pa je na otoku začela kopati sol. Napetosti med Nizozemsko in Španijo so bile že visoke zaradi potekajoče osemdesetletne vojne, leta 1633 pa so Španci zavzeli Sveti Martin in pregnali nizozemske koloniste. V Point Blanchu so zgradili to, kar je zdaj stara španska utrdba, da bi zavarovali ozemlje. Nizozemci pod vodstvom Petra Stuyvesanta so poskušali vrniti nadzor leta 1644, vendar so bili odbiti. Ko pa se je leta 1648 osemdesetletna vojna končala, so otok Španci preprosto zapustili, ker niso več videli strateške ali gospodarske vrednosti na otoku.
Ker je Sveti Martin spet prost, so tako Nizozemci kot Francozi izkoristili priložnost, da ponovno vzpostavijo svoja naselja. Nizozemski kolonisti so prišli iz Svetega Evstahija, Francozi pa iz St. Kittsa. Po začetnem konfliktu sta obe strani spoznali, da nobena ne bo zlahka popustila. Da bi se izognili vsesplošni vojni, so leta 1648 podpisali pogodbo v Concordii, ki je otok razdelila na dva dela. Med pogajanji o pogodbi so imeli Francozi pred obalo floto vojaških ladij, ki so jih uporabili kot grožnjo, da bi si pridobili več ozemlja. Kljub pogodbi odnosi med obema stranema niso bili vedno prisrčni. Med letoma 1648 in 1816 so spopadi šestnajstkrat spremenili mejo. Celoten otok je bil pod dejanskim francoskim nadzorom od leta 1795, ko je Nizozemska postala marionetna država pod francoskim cesarstvom do leta 1815. Na koncu so Francozi obvladovali 53 km2 (61 %) proti 34 km2 (39 %) na nizozemski strani.

### 18.–19. stoletja
Za obdelavo novih nasadov bombaža, tobaka in sladkorja so Francozi in Nizozemci začeli uvažati veliko število afriških sužnjev, ki so kmalu presegli število Evropejcev.<ref»History of Saint Martin«. Pridobljeno 24. julija 2019.</ref> Prebivalstvo sužnjev je hitro preseglo število lastnikov zemlje. Podvrženi okrutnemu ravnanju, so sužnji uprizarjali upore, ki so zaradi njihovega velikega števila zbujali skrbi. Leta 1848 so Francozi odpravili suženjstvo v svojih kolonijah, vključno s francosko stranjo Sv. Martina. Sužnji na nizozemski strani otoka so protestirali in grozili, da bodo pobegnili na francosko stran, da bi zaprosili za azil. Lokalne nizozemske oblasti so nato osvobodile svoje sužnje. Čeprav so ta odlok spoštovali lokalno, so sužnji postali pravno svobodni šele leta 1863, ko so Nizozemci odpravili suženjstvo v vseh svojih otoških kolonijah. 

### 20. stoletje
Po ukinitvi suženjstva je kultura nasadov nazadovala in otoško gospodarstvo je trpelo. Leta 1939 je Sveti Martin dobil velik zagon, ko so ga razglasili za brezcarinsko pristanišče. 
Turizem je začel rasti od petdesetih let dvajsetega stoletja naprej, mednarodno letališče princese Juliane pa je postalo eno najbolj obremenjenih na vzhodnih Karibih. Večji del tega obdobja je Sveti Martin vodil poslovni tajkun Claude Wathey iz Demokratske stranke. Tudi demografija otoka se je v tem obdobju močno spremenila, saj se je prebivalstvo do sredine devetdesetih let dvajsetega stoletja povečalo s samo 5.000 ljudi na okoli 60.000 ljudi. Priseljevanje iz sosednjih Malih Antilov, Curaçaoa, Haitija, Dominikanske republike, Združenih držav Amerike, Evrope in Azije je domače prebivalstvo spremenilo v manjšino.
Sveti Martin je leta 1983 postal "otoško ozemlje" (eilandgebied v nizozemščini) Nizozemskih Antilov. Pred tem datumom je bil Siveti Martin del otoškega ozemlja vetrovnih otokov, skupaj s Sabo in Svetim Evstahijem. Status otoškega ozemlja vključuje precejšnjo avtonomijo, povzeto v Uredbi o otokih Nizozemskih Antilov. V tem obdobju so Svetemu Martinu vladali Otoški svet, Izvršni svet in podguverner (nizozemsko gezaghebber), ki ga je imenovala nizozemska krona.

### 21. stoletje
Leta 1994 sta Kraljevina Nizozemska in Francija podpisali francosko-nizozemsko pogodbo o mejnih kontrolah na Svetem Martinu, ki omogoča skupno francosko-nizozemsko mejno kontrolo na tako imenovanih "rizičnih letih". Po nekaj zamude je bila pogodba ratificirana novembra 2006 na Nizozemskem in je nato začela veljati 1. avgusta 2007. 
10. oktobra 2010 je Sveti Martin postal sestavni del kot dežela (nizozemsko Land Sint Maarten) znotraj Kraljevine Nizozemske, zaradi česar je ustavno enakopravna partnerica z Arubo, Curaçaom in samo Nizozemsko. Dan ustave (10. oktober) se vsako leto praznuje kot državni praznik.
6. in 7. septembra 2017 je otok prizadel orkan Irma kategorije 5+, ki je povzročil obsežno in znatno škodo na zgradbah in infrastrukturi.

## Geografija
Sveti Martin zaseda južno polovico otoka Saint Martin na Zavetrnih otokih; severna polovica tvori francosko ozemlje Saint Martin. Na severu čez Angviljski preliv leži britansko čezmorsko ozemlje Anguilla, jugovzhodno od otoka leži francoski otok Sveti Jernej (Barthélemy), južneje pa nizozemska otoka Saba in Sveti Evstahij.
Sveti Martin meri 41.44 km2. Teren je na splošno hribovit, najvišji vrh pa je Mount Flagstaff na 383 m. Območje zahodno okoli letališča je položnejše in vsebuje nizozemski del lagune Simpson Bay. Veliki slani ribnik leži severno od Philipsburga. Ob obali leži več majhnih otokov. Little Key leži v laguni Simpson Bay.
Pod Nizozemski Sveti Martin sodi poleg južne polovice istoimenskega otoka še nekaj nenaseljenih otočkov in čeri: Guana Key, Cow & Calf, Hen & Chickens, Molly Beday in Pelican Key.

## Vlada in politika
Sveti Martin je sestavni del kot dežela Kraljevine Nizozemske in kot tak je monarh Nizozemske vodja države, ki ga lokalno zastopa guverner. Po razpustitvi Nizozemskih Antilov je otoški svet Svetega Martina 21. julija 2010 soglasno sprejel ustavo Svetega Martina. Volitve v nov otoški svet so bile 17. septembra 2010, saj se je število sedežev povečalo z 11 na 15. Novoizvoljeni otoški svet je 10. oktobra postal Posest Svetega Martina. Sveti Martin je večinoma avtonomen v notranjih zadevah, Nizozemska pa je odgovorna za zunanjo diplomacijo in obrambo.

## Demografija
Po popisu prebivalstva Nizozemskih Antilov leta 2011 je bilo na otoškem ozemlju 33.609 prebivalcev. Po popisu 2017 je celotno prebivalstvo dežele doseglo 40.535.

### Naselbine
- Philipsburg (1894 prebivalcev)
- Lower Prince's Quarter (10.833 prebivalcev)
- Cul de Sac (8.588 prebivalcev)
- Cole Bay (7.194 prebivalcev)
- Upper Prince's Quarter (4.595 prebivalcev)
- Little Bay (Fort Amsterdam) (5.581 prebivalcev)
- Simpson Bay (1142 prebivalcev)
- Lowlands (708 prebivalcev)

### Vera
| Religije na Svetem Martinu                       | Religije na Svetem Martinu                       | Religije na Svetem Martinu | Religije na Svetem Martinu | Religije na Svetem Martinu |
| ------------------------------------------------ | ------------------------------------------------ | -------------------------- | -------------------------- | -------------------------- |
| Religije                                         | Religije                                         |                            | odstotek                   | odstotek                   |
| Rimskokatoliška cerkev                           | Rimskokatoliška cerkev                           |                            | 33.1%                      | 33.1%                      |
| Binkoštništvo                                    | Binkoštništvo                                    |                            | 14.7%                      | 14.7%                      |
| Metodisti                                        | Metodisti                                        |                            | 10.0%                      | 10.0%                      |
| Nobena                                           | Nobena                                           |                            | 7.9%                       | 7.9%                       |
| Krščanska adventistična cerkev                   | Krščanska adventistična cerkev                   |                            | 6.6%                       | 6.6%                       |
| Hindu                                            | Hindu                                            |                            | 5.2%                       | 5.2%                       |
| Kristajani                                       | Kristajani                                       |                            | 4.1%                       | 4.1%                       |
| Baptisti                                         | Baptisti                                         |                            | 4.7%                       | 4.7%                       |
| Angličani                                        | Angličani                                        |                            | 3.1%                       | 3.1%                       |
| Brez odgovora                                    | Brez odgovora                                    |                            | 2.4%                       | 2.4%                       |
| Drugi Protestanti                                | Drugi Protestanti                                |                            | 2.8%                       | 2.8%                       |
| Jehove priče                                     | Jehove priče                                     |                            | 1.7%                       | 1.7%                       |
| Evangeličani                                     | Evangeličani                                     |                            | 1.4%                       | 1.4%                       |
| Drugo (vključno z Budisti, Sikhi, Rastafarjanci) | Drugo (vključno z Budisti, Sikhi, Rastafarjanci) |                            | 1.3%                       | 1.3%                       |
| Islam/Židje                                      | Islam/Židje                                      |                            | 1.1%                       | 1.1%                       |

### Jeziki
| \| Jeziki na Svetem Martinu[17] \| Jeziki na Svetem Martinu[17] \| Jeziki na Svetem Martinu[17] \| Jeziki na Svetem Martinu[17] \| Jeziki na Svetem Martinu[17] \| \| ---------------------------- \| ---------------------------- \| ---------------------------- \| ---------------------------- \| ---------------------------- \| \| jeziki \| jeziki \| \| odstotek \| odstotek \| \| Angleščina \| Angleščina \| \| 67.5% \| 67.5% \| \| Španščina \| Španščina \| \| 12.9% \| 12.9% \| \| Kreolščina \| Kreolščina \| \| 8.2% \| 8.2% \| \| Francoščina \| Francoščina \| \| 6.6% \| 6.6% \| \| Nizozemščina \| Nizozemščina \| \| 4.2% \| 4.2% \| \| Drugo \| Drugo \| \| 3.5% \| 3.5% \| \| Papiamento \| Papiamento \| \| 1.5% \| 1.5% \| |              |  |          |          |
| Jeziki na Svetem Martinu |              |  |          |          |
| jeziki | jeziki       |  | odstotek | odstotek |
| Angleščina | Angleščina   |  | 67.5%    | 67.5%    |
| Španščina | Španščina    |  | 12.9%    | 12.9%    |
| Kreolščina | Kreolščina   |  | 8.2%     | 8.2%     |
| Francoščina | Francoščina  |  | 6.6%     | 6.6%     |
| Nizozemščina | Nizozemščina |  | 4.2%     | 4.2%     |
| Drugo | Drugo        |  | 3.5%     | 3.5%     |
| Papiamento | Papiamento   |  | 1.5%     | 1.5%     |

Angleščina je vsakdanji jezik komunikacije na Svetem Martinu in tudi prvi jezik domačinov Svetega Martina.  Lokalno angleško narečje ali kreolsko govorijo v neformalnih situacijah "santmartenci" med seboj. Večina prebivalcev Svetega Martina se uči nizozemščine kot drugega jezika in ga uporablja samo pri komunikaciji z drugimi govorci nizozemščine.
Sveti Martin skupaj s Curaçaom uporablja kot valuto karibski gulden. Gospodarstvo je močno odvisno od turizma, bodisi zaradi dolgotrajnega bivanja ali enodnevnih izletov s številnih križark, ki pristajajo v pristanišču Philipsburg; v tem sektorju je zaposlenih okoli 80 % delovne sile. Pojavlja se nekaj omejenega kmetijstva, vendar je večina hrane uvožena.
Leta 2014 je imel St. Martin več igralnih avtomatov na prebivalca kot katera koli druga država na svetu.